# Brandenburg

Brandenburgs län (Landkreise). Siffror anger större städer som är administrativt fristående och inte tillhör någon Landkreis. Berlin (det vita området i mitten) är ett självständigt förbundsland och ingår inte i Brandenburg.

Brandenburg är ett förbundsland i nordöstra Tyskland, och har cirka 2,6 miljoner invånare. Huvudstad och största stad i förbundslandet är Potsdam. Tysklands huvudstad Berlin är ett självständigt förbundsland och enklav helt omgiven av Brandenburg.
Förbundslandet Brandenburg är uppkallat efter det historiska markgrevskapet Mark Brandenburg, som i sin tur fått sitt namn från en av de äldsta städerna i området, staden Brandenburg an der Havel.  Brandenburg skapades som politisk enhet i sin nuvarande form vid Tysklands återförening 1990, som ett av de nya förbundsländerna.
Brandenburg klassificeras av Eurostat som ett NUTS 2-område, indelat i regionerna Brandenburg-Nordost och Brandenburg-Südwest.

## Geografi och klimat
Brandenburg gränsar i öster till Polen, i söder till förbundslandet Sachsen, i väster till Sachsen-Anhalt och i norr till Mecklenburg-Vorpommern.
Typiskt för Brandenburg är att hela infrastrukturen är riktad mot staden Berlin, som ligger innesluten av Brandenburg. Berlin och Brandenburg bildar tillsammans industriregionen Berlin/Brandenburg. Vid Berlins gräns finns rika städer och byar i ett område som kallas Speckgürtel (”späckbältet”). Här bor även många personer som har kommit från Berlin. Vid delstatens utkant finns regioner som är glest bebyggda och inriktade på jordbruk, till exempel Prignitz, Fläming, Spreewald, Lausitz, Oderbruch och Uckermark. I närheten av staden Cottbus i Brandenburgs sydöstra delar finns många dagbrott för kol.
Längsta avstånd från nord till syd är 291 kilometer och från öst till väst 244 kilometer. 

### Landskap

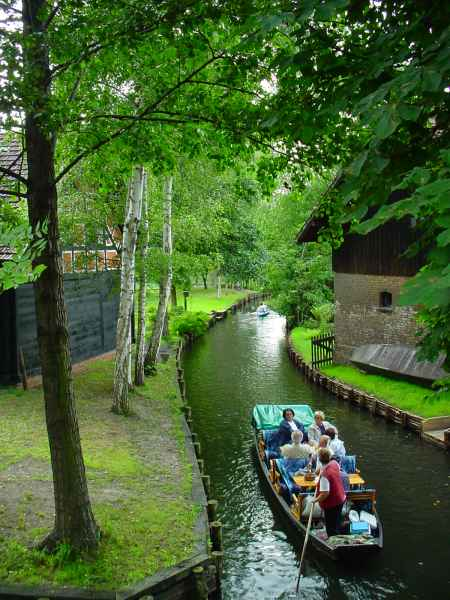
Ett av många vattendrag i området Spreewald.

Landskapet kännetecknas av två bergsryggar och två sänkor. I sänkorna ligger floder och vid deras rand hittar man ofta träsk och sumpområden som tidigare användes för torvbrytning. Dessa områden kallas i Brandenburg Bruch eller Luch. Den norra av de två bergryggarna, den så kallade Mecklenburger Seenplatte, täcker bara ett mindre område i förbundslandet Brandenburg. Den södra bergryggen är ungefär 230 kilometer lång. Naturskydd spelar en stor roll i delstaten. I den södra sänkan är området nationalparken Spreewald mest känt. Med lägre skyddsstatus finns det ytterligare fjorton skyddade områden. Den norra sänkan bildas av områden som Oderbruch, Elbedalen och andra. I stora delar av Brandenburg består jorden av sand som bär en växtlighet av tallar och ljung, men det finns även avsnitt med lerjord där ett lönsamt jordbruk är möjligt.

### Sjöar och vattendrag
I Brandenburg finns över 3 000 insjöar som tillsammans med de sammanlagt över 33000 kilometer långa vattendragen bildar ett av de vattenrikaste förbundsländerna i Tyskland. De viktigaste floderna som ligger med hela sin längd i Brandenburg är Spree och Havel, men Brandenburg har även del av större floder som Elbe och Oder.

### Större städer i Brandenburg

#### Kreisfria städer
Följande städer utgör ett självständigt län (Kreis) utan att tillhöra en Landkreis:
- Brandenburg an der Havel (71 000 invånare)
- Cottbus (100 000)
- Frankfurt an der Oder (59 000)
- Potsdam (159 000), huvudstad

#### Städer med över 25 000 invånare
- Bernau bei Berlin, Landkreis Barnim
- Eberswalde, Landkreis Barnim
- Eisenhüttenstadt, Landkreis Oder-Spree
- Falkensee, Landkreis Havelland
- Fürstenwalde, Landkreis Oder-Spree
- Hennigsdorf, Landkreis Oberhavel
- Königs Wusterhausen, Landkreis Dahme-Spreewald
- Neuruppin, Landkreis Ostprignitz-Ruppin
- Oranienburg, Landkreis Oberhavel
- Rathenow, Landkreis Havelland
- Schwedt, Landkreis Uckermark
- Senftenberg, Landkreis Oberspreewald-Lausitz
- Strausberg, Landkreis Märkisch-Oderland

För en fullständig lista över städer i Brandenburg med stadsrättigheter, se Lista över städer i Brandenburg.

### Klimat
Brandenburg befinner sig i området med tempererat kontinentalt klimat. Den genomsnittliga årstemperaturen ligger mellan 7 och 10 grader Celsius. Under de senaste hundra åren var månaden januari den kallaste med en medeltemperatur på minus 1 grad Celsius, men det har även förekommit januaritemperaturer på plus 15 och minus 30 grader Celsius. Med sammanlagt 600 millimeter nederbörd om året tillhör delstaten en av de torraste regionerna i Tyskland och Europa. Därför ökar på sommaren faran för skogsbränder. Solen skiner i genomsnitt 1 600 timmar om året.

## Politik
Ett utkast till Brandenburgs gällande författning var klart den 14 april 1992. Den antogs genom folkomröstning den 14 juni 1992. Brandenburgs lantdag, förbundslandets parlament, väljs för fem år. Sedan det senaste valet i september 2024 styrs Brandenburg av en koalition mellan SPD och BSW, med Dietmar Woidke som ministerpresident.

### Regeringschefer
Regeringschefen i förbundslandet kallas ministerpresident, på tyska Ministerpräsident. 
- 1945–1949: Karl Steinhoff (SPD), sedan 1946 (SED)
- 1949–1952: Rudolf Jahn (SED)
- Mellan 1952 och 1990 fanns inget förbundsland Brandenburg.
- 1990–2002: Manfred Stolpe (SPD)
- 2002–2013: Matthias Platzeck (SPD)
- 2013–: Dietmar Woidke (SPD)

### Administrativ indelning

#### Landkreise
- Barnim
- Dahme-Spreewald
- Elbe-Elster
- Havelland
- Märkisch-Oderland
- Oberhavel
- Oberspreewald-Lausitz
- Oder-Spree
- Ostprignitz-Ruppin
- Potsdam-Mittelmark
- Prignitz
- Spree-Neiße
- Teltow-Fläming
- Uckermark

#### Kreisfria städer
- Brandenburg an der Havel
- Cottbus
- Frankfurt an der Oder
- Potsdam

## Historia

### Markgrevskapet och kurfurstendömet Brandenburg
Området var vid tiden för Kristi födelse befolkat av germaner vilka under folkvandringstiden undanträngdes av slaver och lydde under lokala slaviska furstar. På 900-talet erövrades området tillfälligt av Henrik I av Sachsen och biskopsdömena Havelberg och Brandenburg grundades, men 983 gjorde slaverna i området uppror och områdena öster om Elbe blev åter slaviska. Albrekt Björnen, från 1134 markgreve av Nordmark, återerövrade området med borgen Brandenburg 1157 och kallade sig därefter markgreve av Brandenburg. Albrekt och hans efterträdare av huset Askanien tog in tyska bosättare västerifrån och under 1200-talet utökades gradvis området österut samtidigt som många städer grundades i regionen, bland andra Berlin, Frankfurt an der Oder och Altlandsberg. Med Valdemar av Brandenburg utslocknade ätten Askanien.
Kung Ludvig av huset Wittelsbach gav 1323 sin omyndiga son Ludvig Brandenburg i förläning. Under kejsar Ludvig IV:s andre son Ludvig Romaren blev Brandenburg permanent upphöjt till kurfurstendöme 1356 genom "Gyllene bullan".
Kejsaren och länsherren Karl IV uppehöll sig ofta i Brandenburg och gjorde Tangermünde till en av rikets viktigaste residensstäder. Under Sigismunds av Ungern regering såldes Neumark till Tyska orden. Efter Jobsts av Mähren död 1411 utnämndes Fredrik av Nürnberg av huset Hohenzollern till ståthållare och 1415 till markgreve av Brandenburg. Under sonen Fredrik II av Brandenburg blev Neumark 1455 och 1462 en del av Niederlausitz åter delar av Brandenburg. Albrekt Akilles av Brandenburg gjorde 1473 genom Dispositio Achillea kurfurstendömet, med alla eventuella nyförvärvade områden, odelbart. Under 1400-talet och 1500-talet stärktes kurfurstarnas makt och en starkare stat byggdes upp. Administrationen och kurfurstarnas residens flyttades till Berlins stadsslott i Cölln.
År 1506 grundades Viadrinauniversitetet i Frankfurt an der Oder av Joakim I av Brandenburg. Joakim förhöll sig avvaktande till Luthers läror och Brandenburg anslöt sig först 1539 till reformationen. 1535 delades kurfurstendömet mellan kurfursten Joakim II Hektor och Johan av Brandenburg-Küstrin, som erhöll Neumark och tillfälligt skapade markgrevskapet Brandenburg-Küstrin. Under Johan Georg av Brandenburg återförenades Brandenburg, samtidigt som hans bröder Kristian och Joachim Ernst blev furstar av de hohenzollernska furstendömena Ansbach och Bayreuth. Kurfursten Johan Sigismund av Brandenburg blev 1618 även hertig av Preussen samt erhöll 1614 det jülich-kleveska arvet med Kleve, Mark, Ravensberg och Ravenstein.
Georg Vilhelm av Brandenburg regerade Brandenburg under trettioåriga kriget. Kurfurstendömet ockuperades av kejserliga trupper och tvingades av Gustav II Adolf till allians med Sverige. Många städer och byar i området ödelades till större delen under kriget. Under "den store kurfursten" Fredrik Vilhelm I av Brandenburg byggdes Brandenburgs militära styrka upp, vilket visade sig genom segern i slaget vid Fehrbellin mot den svenska armén 1675. I och med denna etablering som regional militärmakt skapades den tidigmoderna brandenburgsk-preussiska staten. 1701 lät Fredrik III av Brandenburg utropa sig till "Kung i Preussen", och därefter uppgick markgrevskapet som en del i kungadömet Preussen.
För Brandenburgs historia efter 1701, se även Preussen.

### Provinsen Brandenburg
Brandenburg blev 1815 en provins i kungariket Preussen, provinsen Brandenburg, dock med delvis ändrade gränser, då Altmark förenades med den nya provinsen Sachsen och en del av Niederlausitz överfördes till Brandenburg.

### I Östtyskland
Efter den tyska kapitulationen vid andra världskrigets slut i maj 1945 blev provinsen Brandenburg en del av den sovjetiska ockupationszonen. Samma år skapade segrarmakterna provinsen Mark Brandenburg, som bestod av den preussiska provinsen med undantag av de områden som låg öster om floden Oder vilka tillföll Polen. Två år senare byttes namnet till Land Brandenburg. 1952 genomfördes en förvaltningsreform i dåvarande Östtyskland och Brandenburg delades upp i tre distrikt (tyska: Bezirk). Dessa var Bezirk Cottbus, Bezirk Potsdam och Bezirk Frankfurt, men några kommuner flyttades även till andra distrikt.

### Förbundslandet Brandenburg
Den 14 oktober 1990, i samband med återföreningen av förbundsrepubliken Tyskland och Tyska demokratiska republiken, skapades Brandenburg på nytt, som ett förbundsland. 1996 resulterade en folkomröstning om att slå samman förbundsländerna Berlin och Brandenburg i ett avslag, om än med liten marginal.

## Näringsliv
Brandenburgs näringsliv finns huvudsakligen längs motorvägen Berliner Ring (A 10) och i några industriellt utvecklade orter. Grünheide öster om Berlin utsågs 2019 av elbilstillverkaren Tesla till plats för dess första fabrik i Europa, Gigafactory 4, som fullt utbyggd kommer att bli en av förbundslandets största privata arbetsgivare. I Eisenhüttenstadt vid floden Oder och i Brandenburg an der Havel finns större stålverk. Dessutom finns i staden Brandenburg maskinfabriker som tillverkar tryckpressar och drivverk. I staden Schwedt/Oder som ligger i delstatens nordöstra del finns ett större raffinaderi och två pappersbruk. Andra områden domineras av lantbruk och skogsbruk. I Brandenburgs södra delar förekommer koldagbrott.

## Trafik
Brandenburgs trafikleder går stjärnformigt till Berlin. Det gäller både för järnvägslinjer, vägar och vattenleder. Vägsträckorna sammanbinds genom motorvägen A10 som är en motorvägsringled runt Berlin och mindre vägar. Brandenburgs viktigaste flygplats, Berlin-Schönefelds flygplats, ligger i Schönefeld sydost om Berlin och det finns även en mindre flygplats nära Cottbus.

## Språk
Utöver högtyska talar man i Brandenburg dialekter som Mark-brandenburgiska och Berlin-brandenburgiska. I delstatens södra delar överlappar områden med brandenburgiska dialekter och sachsiska dialekter varandra. I östra delen av regionen Niederlausitz i närheten av staden Cottbus talas bredvid högtyska även lågsorbiska. Det är ett västslaviskt språk som är modersmål för omkring 20 000 personer och åtnjuter en status som skyddat minoritetsspråk.

## Världsarv
Ett världsarv som delvis ligger i Brandenburg är Palats och parker i Potsdam och Berlin.